# Klassfest
Klassfest är en fest där elever (och eventuellt klassföreståndare och några föräldrar till elever) från en enskild skolklass samlas för att umgås med varandra. Klassfesten kan exempelvis ske i samband med en terminavslutning eller under en återträff. Det händer att den hålls i skollokaler under en tidpunkt då skolan är stängd för undervisning.